# Muñopedro
Muñopedro település Spanyolországban, Segovia tartományban. Muñopedro Santa María la Real de Nieva, Sangarcía, Bercial, Marugán, Villacastín, Maello, Labajos, Sanchidrián és Adanero községekkel határos. Lakosainak száma 309 fő (2024).

## Népesség
A település népessége az elmúlt években az alábbi módon változott:
| Lakosok száma | 384  | 382  | 363  | 330  | 340  | 342  | 323  | 303  | 317  | 309  |
|               | 2001 | 2004 | 2007 | 2009 | 2012 | 2014 | 2017 | 2019 | 2022 | 2024 |